# Mickey's Toontown

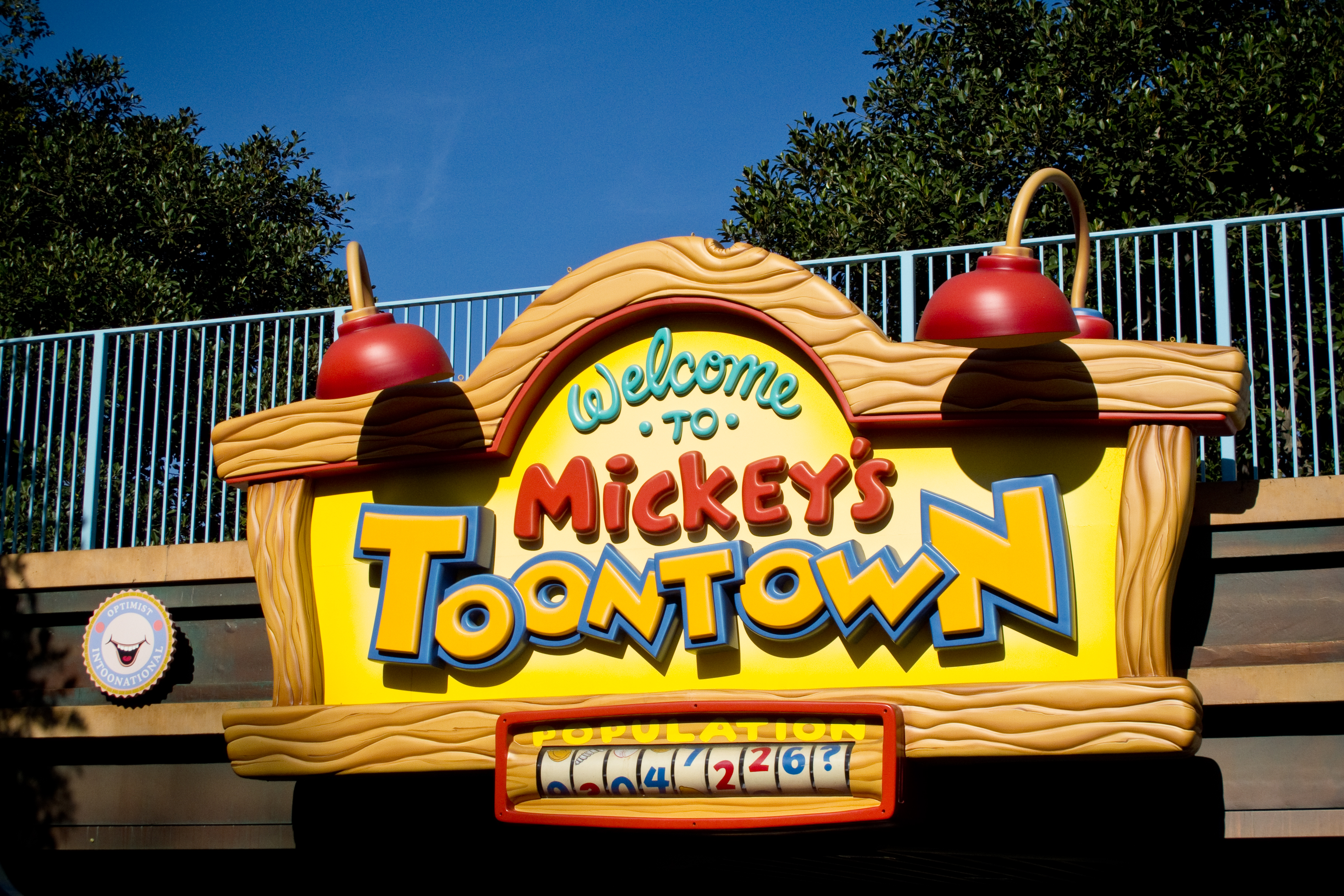
Parque

Mickey Toontown é um "área temática" dos parques Disneylândia e Tokyo Disneyland, dois parques temáticos operados por The Walt Disney Company Na Disneylândia de Tóquio, esta terra é chamada Toontown. Uma área semelhante existia no Magic Kingdom até 2011 e foi nomeada Mickey Toontown Fair.
Na Disneylândia, foi inaugurada em 24 de Janeiro de 1993.

## Atrações e entretenimento
- Chip 'n Dale Treehouse
- Disneyland Railroad
- Barco de Donald
- Coaster Go Gadget
- Pateta Playhouse
- Casa do Mickey e Meet Mickey
- Minnie Casa
- Roger Rabbit Car Toon Giro